# Pavlo Skoropadski
Pavlo Petrovič Skoropadski (ukrajinsko Павло Петрович Скоропадський, latinizirano: Pavlo Petrovyč Skoropads'kyj), ukrajinski aristokrat kozaškega porekla, vojaški častnik, državnik in general, * 15. maj 1873, Wiesbaden, Nemško cesarstvo, † 26. april 1945, Metten, Bavarska, Tretji rajh. 
Kot general je bil odlikovan v ruski carski armadi. Po državnem udaru 29. aprila 1918 je postal hetman Ukrajine. 

## Poreklo
Pavlo Skoropadski je bil rojen v družini ukrajinskih vojskovodij in državnikov Skoropadski, ki se je odlikovala od 17. stoletja, ko je Fedir Skoropadski sodeloval v bitki pri Žovti vodi. Njegov vnuk Ivan Skoropadski (1646-1722) je bil od leta 1708 hetman ukrajinskih kozakov. Sedanji Skoropadski so potomci njegovega brata. 
Njegov praded po očetovi strani je bil Mihail Jakivič Skoropadski, sin Jakiva Mihajloviča Skoropadskega, njegova prababica po očetovi strani pa je bila Pulherija ...vna Markevič. 
Skoropadskijev oče Petro Skoropadski (1834–1885) je bil polkovnik konjeniške garde in veteran kavkaške vojne (podreditev Čerkezije, 1863). Nato je do svoje smrti služil kot govornik (maršal) Starodubskega okranjega sveta (1869–1885). 
Pavlova teta, grofica Jelizaveta Miloradovič (rojena Skoropadska) (1832–1890) je bila ukrajinska javna aktivistka. Bila je eden glavnih sponzorjev ustanovitve prve ukrajinske znanstvene ustanove, Znanstvenega društva Ševčenko v Lvovu. Njen mož je bil grof Lev Miloradovič, čigar mati je bila iz družine Kočubej. 
Pavlov stari oče po očetovi strani, Ivan Mihajlovič Skoropadski (1804–1887), je bil govornik okrožja Priluki (1844–1847) in Poltavske gubernije (1847–1852). Znan je bil tudi po tem, da je zgradil arboretum Trostjanec (danes v regiji Černigiv). Leta 1829 se je poročil z Elisaveto Tarnovsko. Oče Skoropadskega, Petro Ivanovič Skoropadski (1834–1885), je bil prav tako potomec družine Tarnovski, medtem ko je bila njegova mati Marija Andrejevna Miklaševska - hči Andreja Miklaševskega in njegove žene Darje Olsufjeve. 
Pavlo Skoropadski je odraščal na očetovem posestvu v Trostjanecu v okraju Priluki v Poltavski guberniji. Obiskoval je gimnazijo v Starodubu in kasneje končal kadetsko šolo v Sankt Peterburgu. 

## Vojaška kariera

### Prve naloge in rusko-japonska vojna
Leta 1893 je Skoropadski diplomiral na elitni carski vojaški akademiji v Sankt Peterburgu. Kot kornetist (konjeniški podporočnik) je bil dodeljen polku konjeniške garde in dobil svoj eskadron. Po dveh letih je v istem polku napredoval do polkovnega adjutanta. Decembra 1897 je bil povišan v poročnika. Leta 1897 se je tudi poročil z Aleksandro Petrovno Durnovo, hčerko Petra Pavloviča Durnova, generalnega guvernerja Moskve. 
Prva večja naloga Skoropadskega je bilo poveljevanje stotniji 2. čitskega kozaškega polka Transbajkalske kozaške vojske v Čiti med rusko-japonsko vojno. Kasneje je postal adjutant poveljnika ruskih sil na Daljnem vzhodu generala Nikolaja Lineviča. Med vojno je bil Skoropadski odlikovan z orožjem svetega Jurija za hrabrost in več redovi. Decembra 1905 ga je car Nikolaj II. imenoval za fliegel-adjutanta s činom polkovnika. 4. septembra 1910 je bil polkovnik Skoropadski imenovan za poveljnika 20. finskega dragonskega polka, ki je še vedno bil fliegel-adjutant carjevega spremstva. 15. aprila 1911 je bil prerazporejen v elitni konjeniški polk carjeve osebne straže. 6. decembra 1912 je bil povišan v generalmajorja ruske carske garde. 

### Prva svetovna vojna
Na začetku prve svetovne vojne je Skoropadski dobil poveljstvo nad reorganizirano 1. brigado 1. konjeniške gardne divizije (general Nikolaj Kaznakov). Divizija je bila del 1. armade, ki ji je poveljeval general Paul von Rennenkampf. Skoropadski je že služboval pod von Rennenkampfom med rusko-japonsko vojno, ko je slednji poveljeval Transbajkalski kozaški vojski. 6. avgusta 1914 se je njegov polk odlikoval v bitkah pri Kraupiškenu med rusko invazijo na Vzhodno Prusijo. Kasneje je bil imenovan za poveljnika Združene konjeniške garde, ki se je odlikovala pri Kaushenu. General Skoropadski je poveljeval tudi 5. konjeniški diviziji. 2. aprila 1916 je bil povišan v generalpodpolkovnika in bil poslan v 1. konjeniško gardno divizijo. Od 22. januarja do 2. julija 1917 je poveljeval 34. armadnemu korpusu. Julija 1917 je bil razpuščeni 34. armadni korpus preoblikovan v 1. ukrajinski korpus. Oktobra 1917 je na prvem kongresu svobodnih kozakov prejel naziv častnega atamana. Od oktobra do novembra 1917 je njegov 60.000-članski armadni korpus uspešno branil železniški koridor, ki se je raztezal skozi Podolje do Polesja in Šepetivke. Koridor je branil pred napadi z romunske fronte, zlasti romunskega 2. gardnega korpusa, ki mu je poveljevala Jevgenija Bosch. 

## Politična kariera v Ukrajini
9. februarja 1918 je Ukrajinska ljudska republika v Brest-Litovsku sklenila s Centralnimi silami mirovni sporazum (Brotfrieden). Ker so boljševiške sile iz Rusije in severovzhodne Ukrajine pregnale Rado iz Kijeva, je ta poklicala na pomoč Centralne sile. 18. februarja je s svojimi enotami v Ukrajino vkorakalo Nemško cesarstvo, 28. februarja pa še Avstro-Ogrska. Do konca aprila sta vojski osvojili celotno Ukrajino, v začetku maja pa še Krim in ozemlja vzhodno od Rostova na Donu. Pod pretvezo, da sta prejeli manj pošiljk hrane kot je bilo obljubljeno v Brest-Litovsku, in zaradi nezadovoljstva s politiko Centralne rade, sta vojski 29. aprila 1918 podprli državni udar bivšega carskega generala Pavla Skoropadskega in ga priznali za hetmana. 
Skoropadskega je škof Nikodim blagoslovil v kijevski stolnici Svete Sofije, nekateri ukrajinski nacionalisti pa so ga obtožili za nemškega kolaboranta, ki so ga podpirali bogati posestniki. Nekateri drugi Ukrajinci so ga imeli za preveč proruskega in diktatorskega. Skoropadski je oblikoval kabinet predvsem rusko govorečih, caristov in slovanofilov in hkrati Ukrajino zavezal k federaciji z obnovljenim Ruskim carstvom. Kljub tem kritikam so v nasprotju s prejšnjo Rado njegovi vladi v nekaterih krogih pripisovali zasluge za oblikovanje učinkovite uprave, vzpostavitev diplomatskih vezi s številnimi državami, sklenitev mirovnega sporazuma s Sovjetsko Rusijo ter ustanovitev številnih šol in univerz, vključno z Narodno akademijo znanosti Ukrajine. 
11. novembra 1918 je Nemčija podpisala premirje z Antanto in pustila odprto vprašanje vojaške in mednarodne podpore Hetmanatu. Istega meseca so oblast v Ukrajini začeli prevzemati uporniki, ki jih je vodil socialdemokrat Simon Petljura. Vstaja je nominalno obnovila Ukrajinsko ljudsko republiko, vendar je bila oblast podeljena Direktoratu, začasni vladi petih direktorjev, ki ji je predsedoval Volodimir Viničenko. Skoropadski je 14. decembra 1918 podpisal dokument o odstopu. 

## Izgnanstvo in smrt
Po skrivanju v Kijevu se je Skoropadski z umikajočimi se nemškimi silami umaknil iz Ukrajine. Leta 1919 se je naselil v berlinskem okrožju Wannsee blizu Potsdama. Med bivanjem v weimarski Nemčiji je vzdrževal tesna osebna prijateljstva z višjimi vladnimi in vojaškimi uradniki, ki so izvirala še iz časov njegovega vojaškega šolanja. Kasneje je dosledno zavračal ponudbe za sodelovanje z nacisti. 
V zadnjih tednih druge svetovne vojne v Evropi je Skoropadski skupaj z umikajočo se nemško vojsko bežal pred napredujočimi sovjetskimi silami. Umrl je v opatiji Metten v Nemčiji 26. aprila 1945, potem ko je bil 16. aprila 1945 ranjen v zavezniškem bombardiranju Plattlinga pri Regensburgu. Pokopan je bil v Oberstdorfu. 
Njegovo gibanje se je nadaljevalo v zgodnjih 80. letih dvajsetega stoletja in vplivalo na ukrajinski monarhistični program, ki je temeljil na modelu kozaške države. S staranjem ukrajinskih izseljenskih skupnosti je gibanje postopoma ugasnilo. 
Skoropadskijeva hčerka Olena Skoropadska-Ott (umrla 2014), državljanka Švice, je večkrat obiskala Ukrajino in bila odlikovana za svoje zgodovinske spise.

## Odlikovanja
- Red svete Ane 4. stopnje, 1904
- Red svete Ane 3. stopnje z meči in lokom, 1904
- Red svetega Stanislava 2. razreda z meči, 1905
- Red svetega Vladimirja 4. stopnje z meči in lokom, 1905
- Zlati meč za hrabrost, 1905
- Red svete Ane 2. stopnje z meči, 1906
- Red svetega Vladimirja 3. stopnje, 1900
- Red svetega Jurija 4. razreda
- Red rdečega orla, 1918 (Prusija)

## Družina
11. januarja  1897/1898 se je v Sankt Peterburgu poročil z rusko plemkinjo Aleksandro Petrovno Durnovo, s katero sta imela šest otrok: 
- Marijo (1898 – 12. februar 1959), poročeno z Adamom de Montrésorjem,
- Jelizaveto (1899 – 16. februar 1976),[8] poročeno s Kužimom, slikarjem, kiparjem in voditeljem hetmanskega gibanja,
- Petra (1900–1956), ki je trpel zaradi epilepsije,
- Danila (1904/6 – 23. februar 1957), ki ga je v Londonu domnevno zastrupil KGB; od aprila 1946 je bil voditelj ukrajinskih monarhistov,
- Pavla (1915–1918), ki je umrl zaradi bolezni, in
- Oleno (5. julij 1919 – 4. avgust 2014),[9] poročeno z Gerdom Ginderjem in po njegovi smrti z Ludwigom Ottom.

## Zapuščina
V nekaj ukrajinskih mestih so po njem poimenovali mestne ulice.